# Horní Dohalice
Horní Dohalice (německy Ober Dohalitz) je malá vesnice, část obce Dohalice v okrese Hradec Králové. Nachází se asi 1 km na východ od Dohalic. V roce 2009 zde bylo evidováno 38 adres. V roce 2001 zde trvale žilo 56 obyvatel.
Horní Dohalice je také název katastrálního území o rozloze 1,58 km2.